# Norra Roslags revir
Norra Roslags revir var ett skogsförvaltningsområde inom Stockholm-Gävle överjägmästardistrikt som omfattade av Uppsala län Skäfthammars, Ekeby, Alunda, Tuna och Stavby socknar i Olands härad, Vaksala härad samt Rasbo härad med undantag av vissa delar av Rasbokils socken; av Stockholms län Frösåkers, Närdinghundra och Lyhundra härad samt Väddö och Häverö och Bro och Vätö skeppslag. Reviret, som var indelat i fyra bevakningstrakter, omfattade 16 469 hektar (1920) allmänna skogar, varav tre kronoparker med en areal av 2 520 hektar.